# Podiceps
Podiceps Latham, 1787 è un genere di uccelli della famiglia dei Podicipedidi.

## Tassonomia
Il genere Podiceps comprende le seguenti specie:
- Podiceps major (Boddaert, 1783) - svasso gigante o svasso maggiore del Sudamerica
- Podiceps grisegena (Boddaert, 1783) - svasso collorosso
- Podiceps cristatus (Linnaeus, 1758) - svasso maggiore
- Podiceps auritus (Linnaeus, 1758) - svasso cornuto
- Podiceps nigricollis C.L.Brehm, 1831 - svasso piccolo
- Podiceps andinus † (Meyer de Schauensee, 1959) - svasso della Colombia
- Podiceps occipitalis Garnot, 1826 - svasso argentato
- Podiceps taczanowskii Berlepsch & Stolzmann, 1894 - svasso della Puna
- Podiceps gallardoi Rumboll, 1974 - svasso dal cappuccio o svasso monaco